# Cathédrale de Tortosa
La cathédrale Sainte-Marie de Tortosa (en espagnol : basílica-catedral de Santa María de Tortosa) a été commencée en l'an 1347 à partir d'un édifice roman antérieur, quand l'évêque d'Urgell Arnau de Llordat (ca) posa solennellement la première pierre au milieu de l'abside le 21 mai 1347. Elle fut consacrée pour la première fois en 1441 puis par l'évêque morellan Gaspar Punter i Barreda (ca) en tant que cathédrale gothique le 8 juin 1597. Les phases d'édification  se poursuivirent jusqu'à atteindre la façade baroque, commencée dans les années 1620 et laissée inachevée en 1757. On estime que sa construction — telle que nous la connaissons aujourd'hui — a duré 412 ans.
Elle est la cathédrale du diocèse de Tortosa, déclarée bien d'intérêt culturel en 1906, obtenant le rang de basilique mineure en 1919.

## Présentation
Son intérieur est lumineux à cause des nombreux vitraux et du remplacement des murs par des arcades. Dans l'abside on trouve le retable de la Transfiguration, œuvre de l'artiste Jaume Huguet, du XVe siècle, et sur le maître-autel, le retable de Santa Maria, en bois polychrome, avec des scènes du Nouveau Testament et de la Vierge.
Le cloître de la cathédrale, construit par les chanoines de saint Augustin, présente une forme irrégulière et contient une importante collection d'inscriptions sur ses murs. On y accède depuis l'extérieur par le portail typique de l'Olivera (XVIIIe siècle), de style baroque.
L'église-cathédrale porte le titre de basilique depuis 1931. L'abside extérieure, les gargouilles, le double déambulatoire, le presbytère et les trois nefs gothiques sans croisée pourvues de chapelles latérales affichent clairement un style gothique élégant, raffiné et, par-dessus tout, techniquement audacieux.

## Galerie

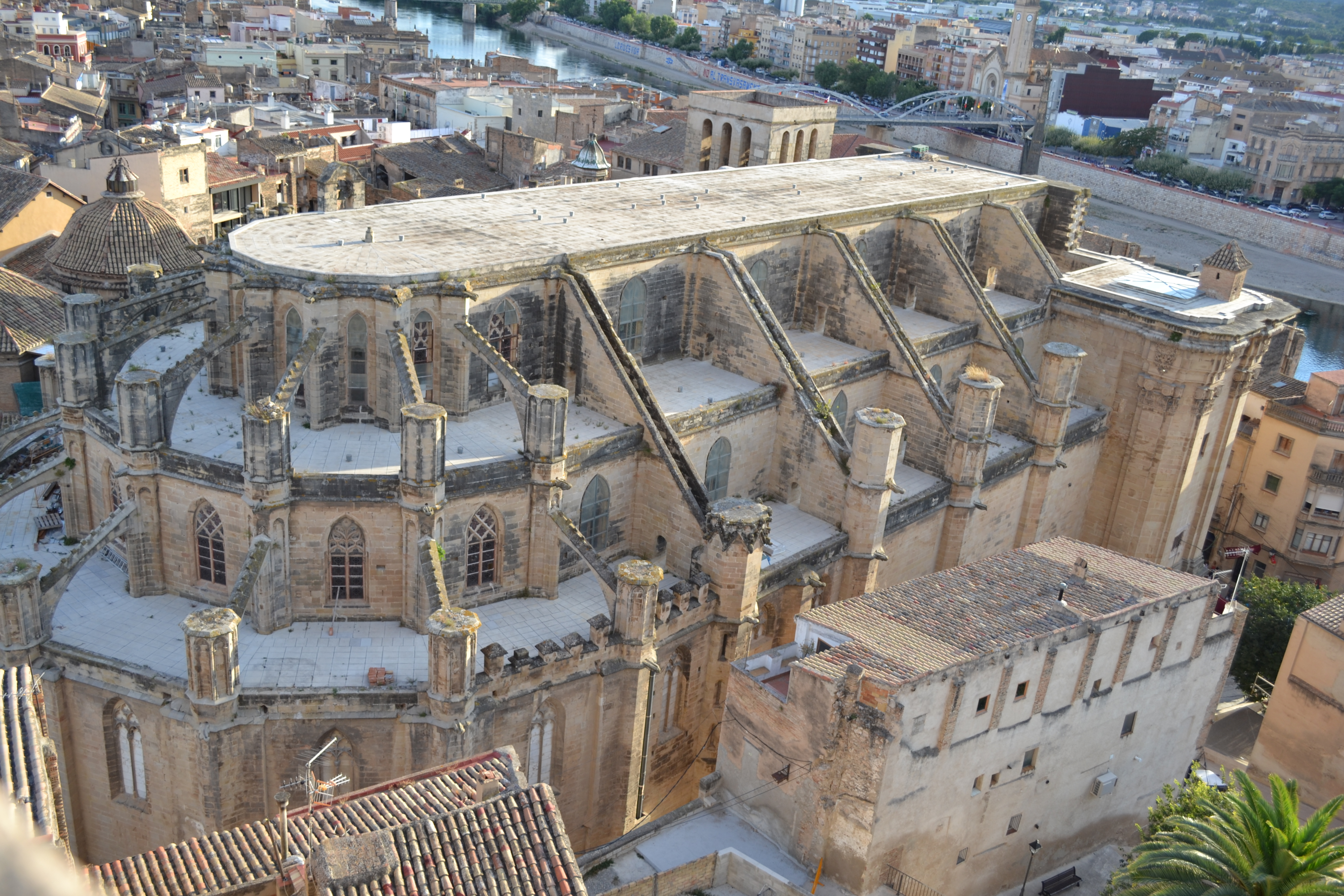
L'ensemble de la cathédrale à partir du chevet.
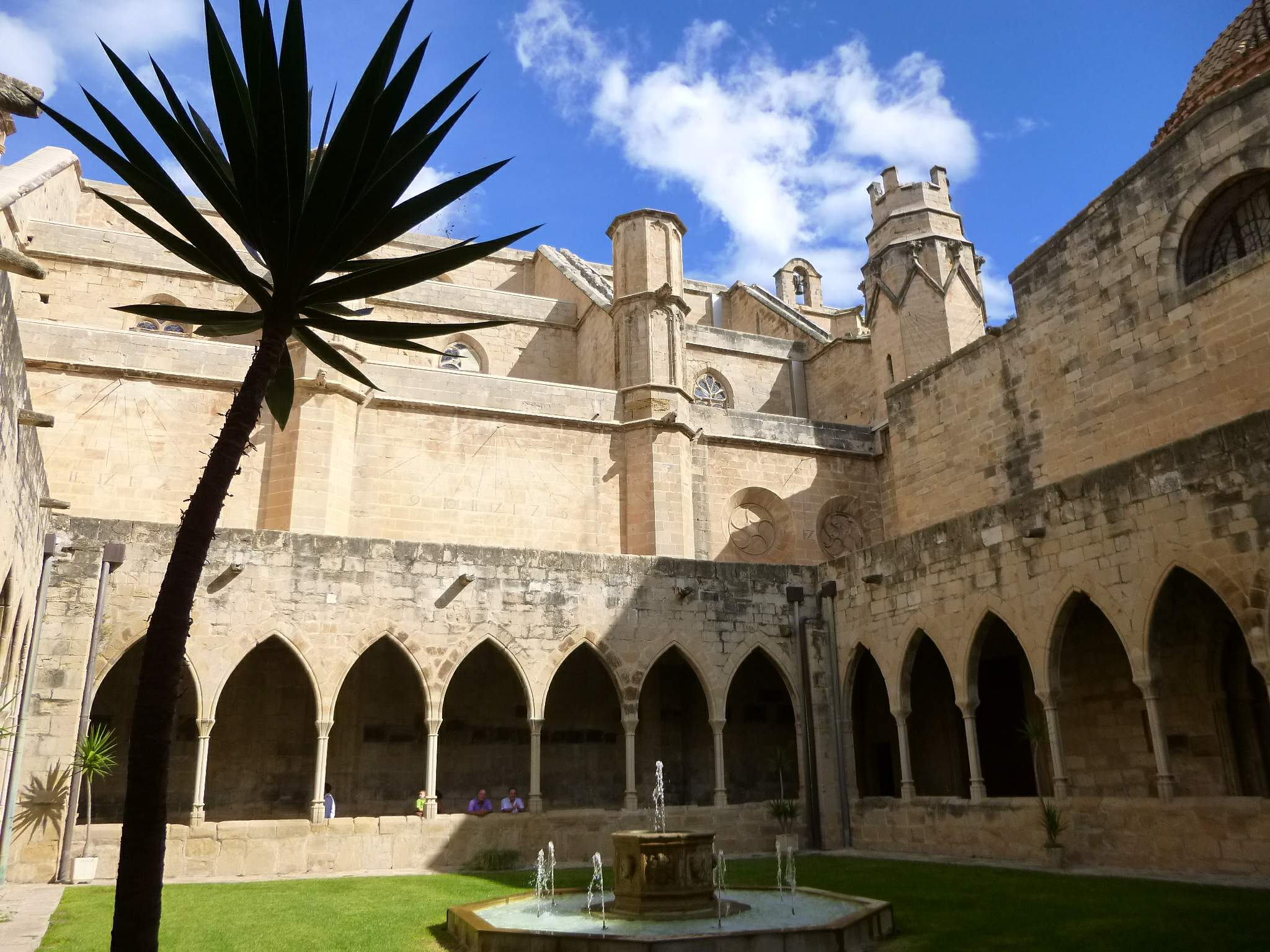
Le cloître.
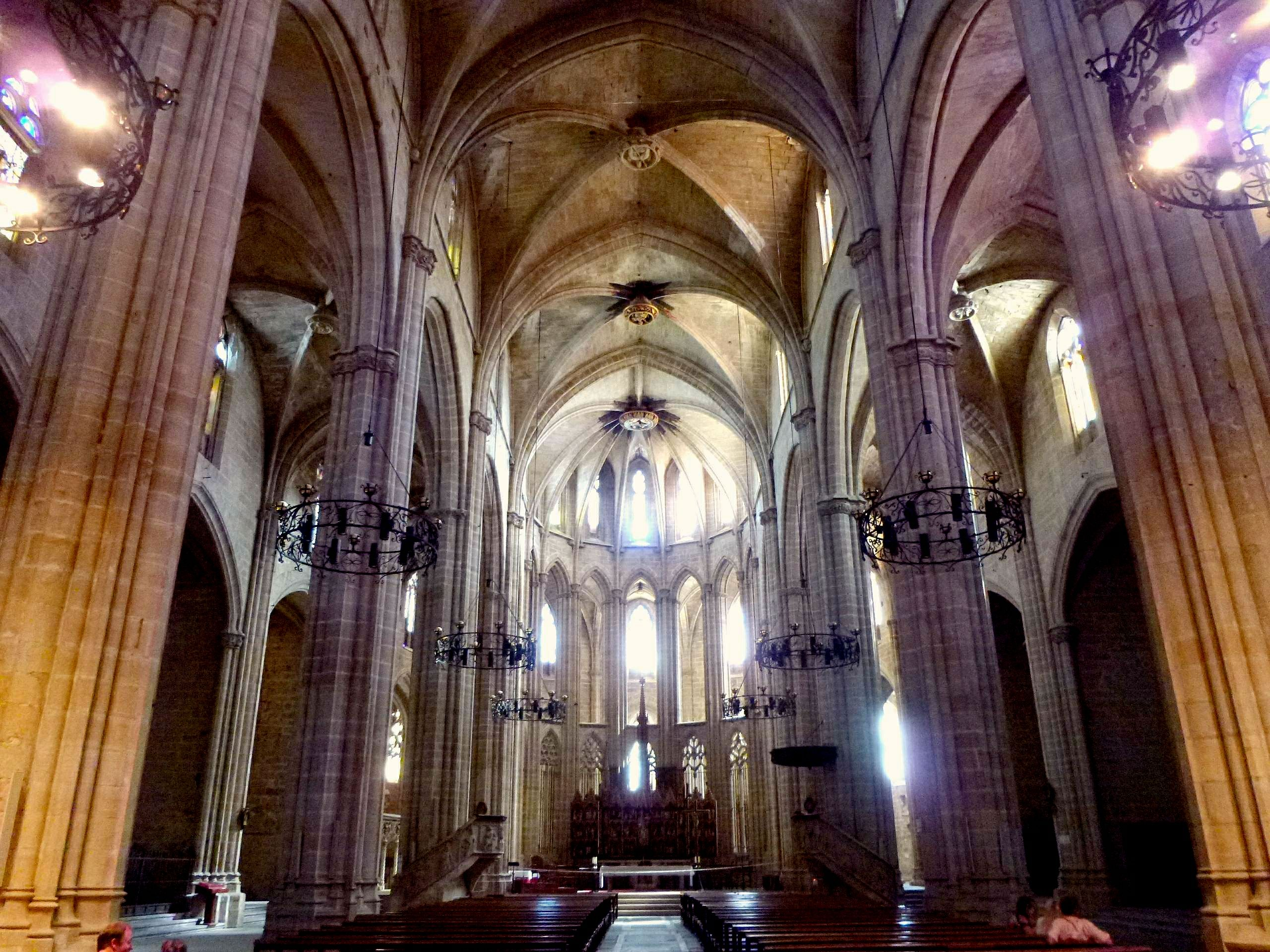
La nef en direction du chœur.
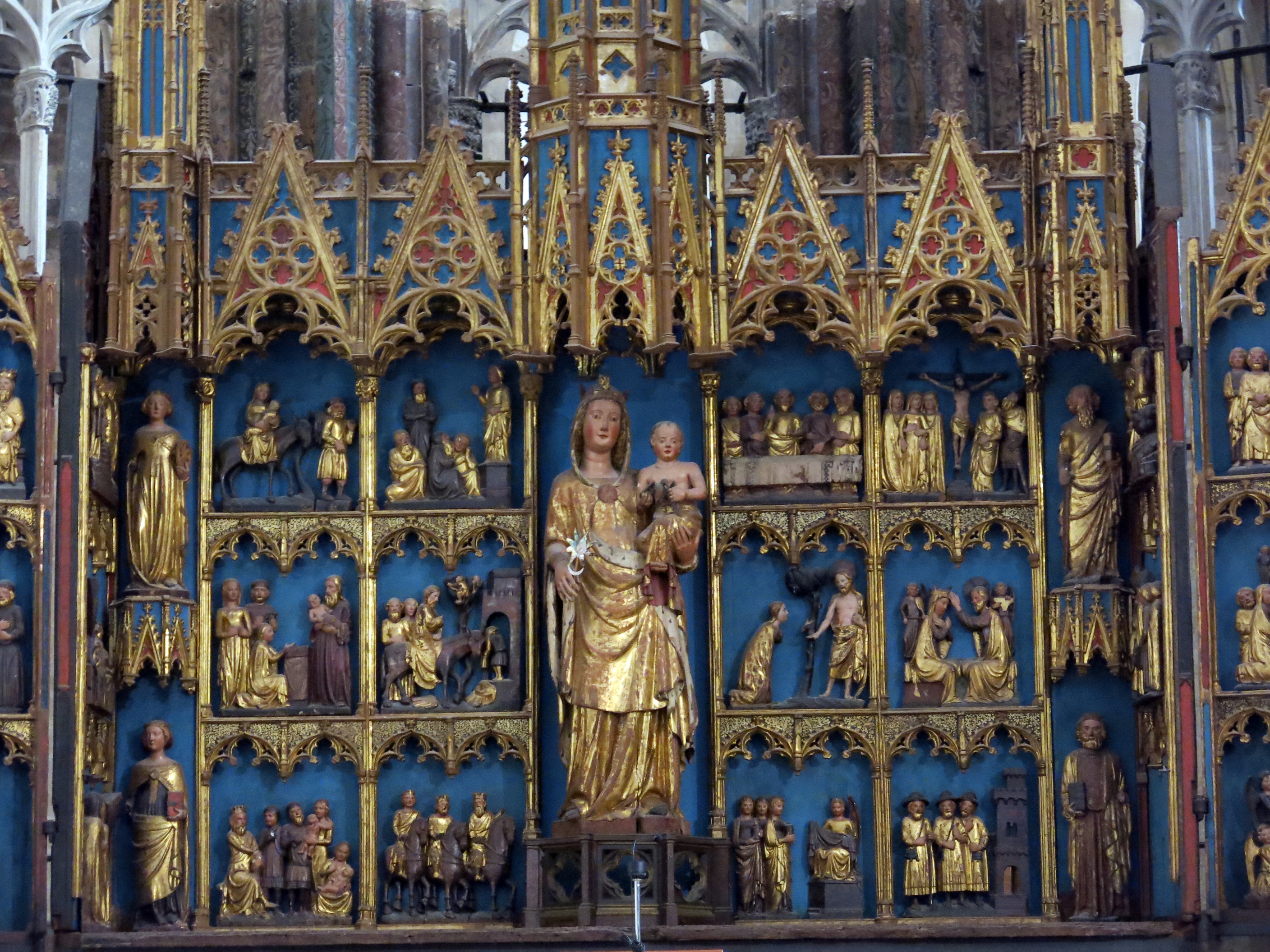
Le retable Notre-Dame de l'Étoile du maître-autel.
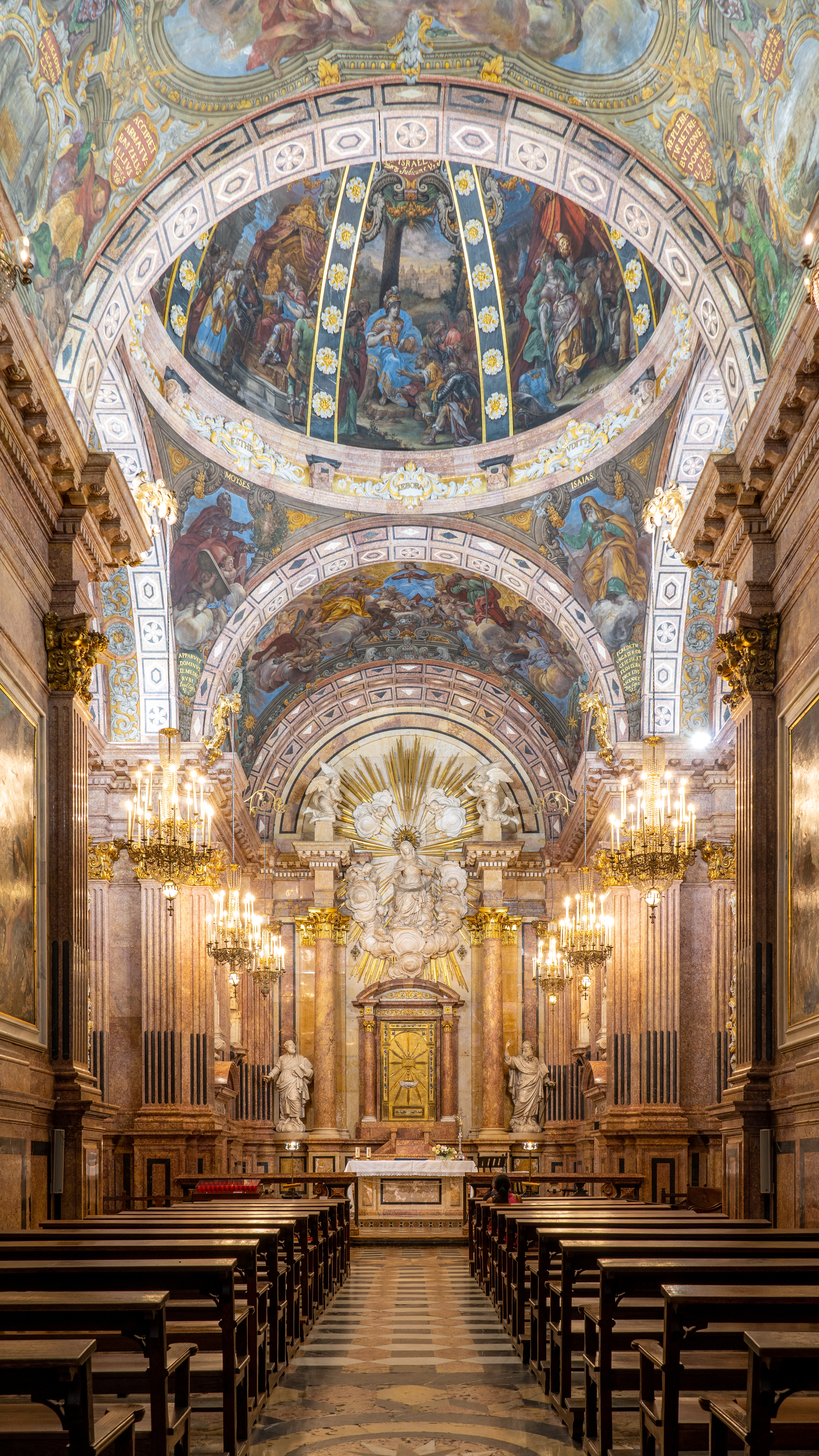
La chapelle de la Vierge au Ruban.
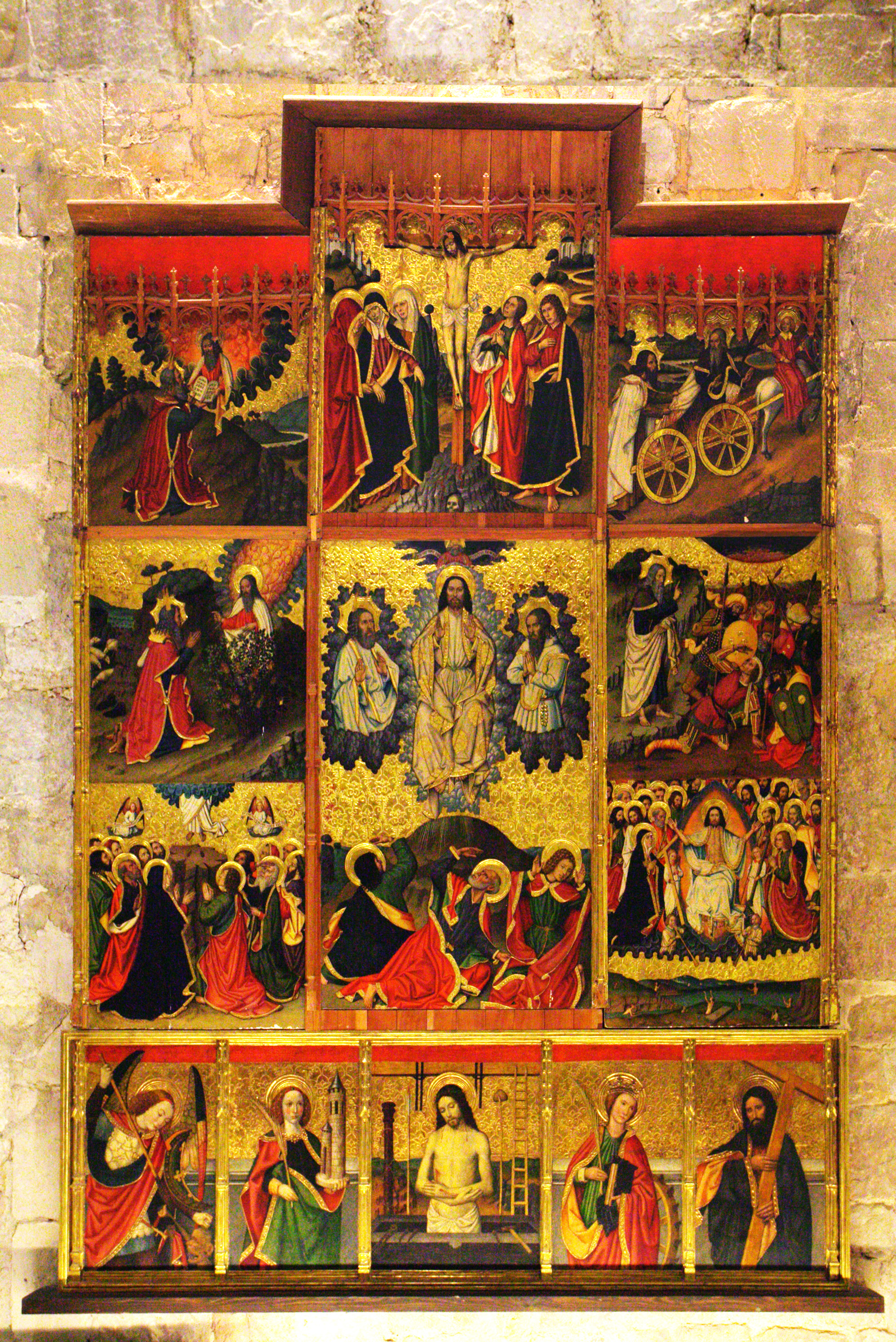
Le retable de la Transfiguration, Jaume Huguet (1464-1475).